# Unguisnenteria
Unguisnenteria es un género de ácaros perteneciente a la familia Nenteriidae.

## Especies
El género contiene las siguientes especies:
- Unguisnenteria gracilis (Hirschmann, 1985)
- Unguisnenteria unguis (Hirschmann, 1985)